# 7 (album Madness)
Seven – trzeci album angielskiego zespołu ska - pop rockowego Madness. Został nagrany w 1981 roku dla wytwórni Stiff Records, w Compass Point Studios w Nassau, na wyspach Bahama (oprócz utworu „Grey Day” nagranego w Londynie). Producentami płyty byli Clive Langer i Alan Winstanley. Album doszedł do 5. miejsca na brytyjskiej liście przebojów.
W niemieckiej wersji winylowej (1981) dodano utwór „Aeroplane” a w japońskiej (1982) „Never Ask Twice”. Po raz pierwszy na CD album ukazał się w 1989 roku (Virgin). Z wersji kasetowej, która ukazała się w Norwegii (1981) usunięto utwór „Day On The Town”.

## Lista utworów
1. "Cardiac Arrest" – 2:52 (Smyth/Foreman)
2. "Shut Up" – 4:07 (McPherson/Foreman)
3. "Sign of the Times" – 2:43 (McPherson/Barson)
4. "Missing You" – 2:32 (McPherson/[Barson)
5. "Mrs. Hutchinson" – 2:17 (Barson)
6. "Tomorrow's Dream" – 3:54 (Thompson/Barson)
7. "Grey Day" – 3:40 (Barson)
8. "Pac-A-Mac" – 2:37 (Thompson/Barson)
9. "Promises Promises" – 2:52 (Thompson/Barson)
10. "Benny Bullfrog" – 1:51 (Thompson/Foreman)
11. "When Dawn Arrives" – 2:43 (Thompson/Barson)
12. "The Opium Eaters" – 3:03 (Barson)
13. "Day on the Town" – 3:24 (McPherson/Foreman)

## Single z albumu
- "Grey Day" (kwiecień 1981) UK #4
- "Shut Up" (wrzesień 1981) UK  #7
- "Cardiac Arrest" (luty 1982) UK #14
- "In The City"/"Shut Up" (1982) - tylko w Japonii

## Muzycy
- Graham McPherson (Suggs) – wokal
- Mike Barson (Monsieur Barso) – instrumenty klawiszowe
- Chris Foreman (Chrissie Boy) – gitara
- Mark Bedford (Bedders) – gitara basowa
- Lee Thompson (Kix) – saksofon, wokal (10)
- Dan Woodgate (Woody) – perkusja, instrumenty perkusyjne
- Cathal Smyth (Chas Smash) – drugi wokal, trąbka